# Ponte Auruncus
Il Ponte Auruncus ovvero Ponte degli Aurunci, conosciuto anche come Ponte Ronaco, è un ponte di epoca romana sito nel comune di Sessa Aurunca, a circa un chilometro a sud-ovest della città. Più correttamente definibile come ponte-viadotto, fu edificato tra la fine del I secolo d.C. e l'inizio del II secolo d.C. Dal basolato ben conservato, è lungo 176 metri e largo 6. La sua struttura, costituita dalla successione di ben 21 arcate, non trova riscontro in altre opere coeve ancora in situ né nel resto della Campania, né in Italia. 

## Storia
Costruito sul Rio Travata nel periodo imperiale, il ponte è databile fra la fine del I e l’inizio del II sec. d.C., ed aveva la finalità di collegare la città di Suessa, fondata dagli Aurunci nel secolo VIII a.C., con la Via Appia, l'arteria consolare romana che attraversava la vicina Sinuessa. In età adrianea il ponte Ronaco si trovava infatti, in direzione della costa, su un percorso secondario della regina viarum che continuava per Minturnae, verso ovest, e per Teanum Sidicinum, verso est.
Abbandonata la necropoli che sorgeva nei suoi pressi, fu presumibilmente oggetto di manutenzione nel medioevo dato che, a causa dell'impaludamento dell'area costiera e del declino del tratto litoraneo dell'Appia, la sua posizione crebbe di importanza. Doveva infatti essere in piena efficienza quando, nel giugno del 1549, venne percorso dal duca di Sessa Consalvo II de Cordoba, il quale «se pigliò gran piacere de tal ponte antico» secondo quanto riportato dalla cronaca del Fuscolillo. Il collegamento tra l’ingresso a Sessa Aurunca ed il ponte Ronaco rimase in funzione fino al XVIII secolo, quando il nuovo ponte che collegava direttamente la città con il Reale Cammino fu costruito ad opera dell’ingegnere Pinto.
Negli anni Ottanta del XX secolo fu poi compiuto sul ponte Ronaco un intervento di diserbamento e di consolidamento delle due arcate centrali.
A partire dagli anni 2010 sono stati avviati importanti lavori di restauro del ponte da parte della Soprintendenza archeologica della Regione Campania.
Tali lavori hanno tuttavia subito, negli anni, vari ostacoli e rallentamenti.

## Descrizione
Il ponte, lungo ben 176 metri, è composto da 21 arcate a tutto sesto in laterizio e pietra, con 20 pilastri di altezza variabile edificati in opus incertum, opus latericium, opus reticulatum ed opus vittatum, benché con un nucleo in opus caementitium; conserva la pavimentazione in basolato risalente all’epoca traianea.
È un ponte-viadotto la cui costruzione è da ricondursi alla volontà di creare un percorso stradale rettilineo che superasse in piano il dislivello dovuto alla profondità del vallone, più che alle difficoltà relative al modesto Rio Travata, di piccola portata. L’esigenza dell’adattamento al sito ha comportato che nella costruzione, essendo le arcate a tutto sesto, uno stesso pilone potesse fungere da appoggio per due di esse con differenti piani di imposta, evitando così il ricorso agli archi rampanti. Le cornici degli archi risultano dunque talvolta spezzate, costituendo una particolarità costruttiva ed estetica del ponte. Nel corso dei secoli molte arcate sono state tamponate per formare abitazioni, stalle e fienili ma il ponte si presenta, malgrado il tempo e l’incuria dell’uomo, in discrete condizioni di conservazione.